# SERBP1
 Ингибитор активатора плазминогена 1 РНК-связывающий белок SERBP1  (не следует путать с srebp1) — белок, который у человека кодируется геном  SERBP1 .

## Взаимодействия
SERBP1, как было выявлено, взаимодействует с CHD3.